# La Rosita
La Rosita es un lugar designado por el censo ubicado en el condado de Starr en el estado estadounidense de Texas. En el Censo de 2010 tenía una población de 85 habitantes y una densidad poblacional de 455,82 personas por km².

## Geografía
La Rosita se encuentra ubicado en las coordenadas 26°24′7″N 98°55′56″O / 26.40194, -98.93222. Según la Oficina del Censo de los Estados Unidos, La Rosita tiene una superficie total de 0.19 km², de la cual 0.19 km² corresponden a tierra firme y (0%) 0 km² es agua.

## Demografía
Según el censo de 2010, había 85 personas residiendo en La Rosita. La densidad de población era de 455,82 hab./km². De los 85 habitantes, La Rosita estaba compuesto por el 97.65% blancos, el 0% eran afroamericanos, el 0% eran amerindios, el 0% eran asiáticos, el 0% eran isleños del Pacífico, el 0% eran de otras razas y el 2.35% pertenecían a dos o más razas. Del total de la población el 98.82% eran hispanos o latinos de cualquier raza.